# يحيي جينك
يحيي جينك هو مدرب كرة قدم ولاعب كرة قدم نمساوي في مركز الدفاع، ولد في 3 أغسطس 1974 في النمسا. لعب مع FC Blau-Weiß Linz ‏.

## وصلات خارجية
- يحيي جينك على موقع عالم كرة القدم.نت (الإنجليزية)